# Volta a Portugal - Lista de vencedores do Prémio da Juventude
Lista dos vencedores do Prémio da Juventude da Volta a Portugal em Bicicleta.

## Lista de Vencedores
| Edição                                    | Ano  | Vencedor           | Equipa                       | ref   |
| ----------------------------------------- | ---- | ------------------ | ---------------------------- | ----- |
| 31                                        | 2023 | Jaume Guardeño     | Caja Rural-Seguros RGA       |       |
| 30                                        | 2022 | Jokin Murguialday  | Caja Rural-Seguros RGA       | [ 1 ] |
| 29                                        | 2021 | Abner González     | Movistar Team                | [ 2 ] |
| Esp                                       | 2020 | Simon Carr         | NIPPO DELKO One Provence     | [ 3 ] |
| 28                                        | 2019 | Emanuel Duarte     | LA Aluminios                 | [ 4 ] |
| 27                                        | 2018 | Xuban Errazkin     | Vito–Feirense–BlackJack      | [ 5 ] |
| 26                                        | 2017 | Krists Neilands    | Israel Cycling Academy       |       |
| 25                                        | 2016 | Alexander Vdovin   | Lokosphinx                   |       |
| 24                                        | 2015 | Aleksey Rybalkin   | Lokosphinx                   |       |
| 23                                        | 2014 | David Rodrigues    | Selecção Portuguesa          |       |
| 22                                        | 2013 | Vladislav Gorbunov | Astana Continental           |       |
| 21                                        | 2012 | David de la Cruz   | Caja Rural                   |       |
| 20                                        | 2011 | Garikoitz Bravo    | Caja Rural                   |       |
| 19                                        | 2010 | Alfredo Balloni    | Lampre-Farnese Vini          |       |
| 18                                        | 2008 | Tiago Machado      | Madeinox-Boavista            |       |
| 17                                        | 2007 | Tiago Machado      | Riberalves-Boavista          |       |
| 16                                        | 2006 | Ricardo Mestre     | Duja-Tavira                  |       |
| 15                                        | 2005 | Vladimir Efirmkin  | Team Barloworld              |       |
| 14                                        | 2004 | David Arroyo       | LA Aluminios-Pecol-Bombarral |       |
| 13                                        | 2003 | Rui Pinto          | Milaneza-MSS                 |       |
| Em 2001 e 2002 não houve Prémio Juventude |      |                    |                              |       |
| 12                                        | 2000 | Juan Mercado       | Vitalício Seguros            |       |
| Em 1999 não houve Prémio Juventude        |      |                    |                              |       |
| 11                                        | 1998 | Pedro Andrade      | Recer-Boavista               |       |
| 10                                        | 1997 | Cândido Barbosa    | Maia-CIN                     |       |
| 9                                         | 1996 | Pedro Andrade      | Recer-Boavista               |       |
| 8                                         | 1995 | José Azevedo       | Recer-Boavista               |       |
| 7                                         | 1994 | José Azevedo       | Recer-Boavista               |       |
| Em 1993 não houve Prémio Juventude        |      |                    |                              |       |
| 6                                         | 1992 | Quintino Rodrigues | Feirense                     |       |
| De 1988 a 1991 não houve Prémio Juventude |      |                    |                              |       |
| 5                                         | 1987 | Orlando Neves      | Feirense                     |       |
| 4                                         | 1986 | Carlos Moreira     | Sangalhos                    |       |
| 3                                         | 1985 | José Santiago      | Selecção do Norte            |       |
| Em 1984 não houve Prémio Juventude        |      |                    |                              |       |
| 2                                         | 1983 | José Xavier        | Lousa                        |       |
| 1                                         | 1982 | Manuel Zeferino    | FC Porto                     |       |

## Títulos por equipa
| 6 títulos - Recer-Boavista 4 títulos - Caja Rural 3 títulos - Feirense 2 títulos - Maia-CIN/Milaneza-MSS - Lokosphinx | 1 título - Astana Continental - FC Porto - Israel Cycling Academy - Lousã - Sangalhos - Vitalício Seguros - LA Aluminios-Pecol-Bombarral - Team Barloworld - Lampre-Farnese Vini - Selecção Portuguesa - Selecção do Norte - Duja-Tavira - LA Alumínios - NIPPO DELKO One Provence - Movistar Team |